# Три природных моста
Три природных моста (кит. трад. 天生三橋, упр. 天生三桥, пиньинь Tiānshēng Sān Qiáo, палл. Тяньшэн Саньцяо) — ряд природных известняковых мостов, расположенных близ посёлка Сяньнюйшань (仙女山镇) уезда Улун города центрального подчинения Чунцин, Китай. Они находятся в Улунском карстовом национальном геологическом парке, который, в свою очередь, является частью объекта всемирного наследия ЮНЕСКО Южно-Китайского карста. На китайском языке мосты названы в честь китайских драконов, а именно Тяньлун (天龙桥 — буквально «Небесный Дракон»), Цинлун (буквально «Лазурный Дракон») и Хэйлун (黑龙桥 — буквально «Черный Дракон»).

## Описание

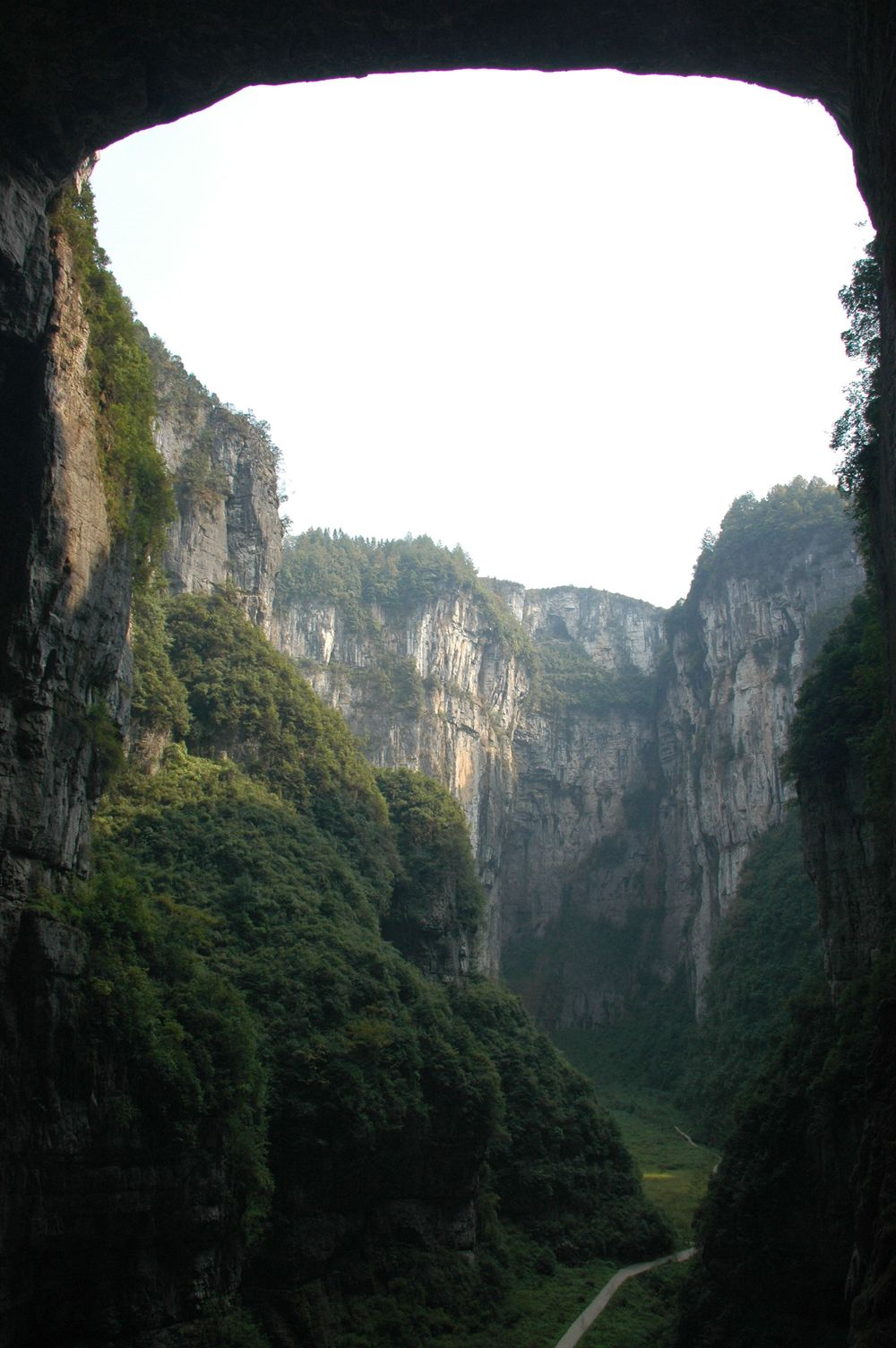
Мост Тяньлун

Пересекая реку Яншуй, впадающую в реки Уцзян, мосты занимают площадь в 20 км² в центре заповедной зоны, которая также включает в себя:
- Карстовая воронка Цинлун (青龙天坑);
- Карстовая воронка Шэньин (神鹰天坑);
- Карстовый каньон реки Яншуй (羊水河喀斯特峡谷);
- Ущелье Луншуй (龙水峡地缝);
- Карстовая воронка Центральный Шиюань (中石院天坑);
- Карстовая воронка Нижний Шиюань (下石院天坑);
- Семьдесят два ответвлений пещеры (七十二岔洞);
- Пещера Лунцюань (龙泉洞);
- Бессмертная пещера (仙人洞);
- Скрытое течение Обезьяны (猴子坨伏流);
- Скрытое течение Байго (白果伏流).

Учитывая, что расстояние между верхним мостом Тяньлун и нижним мостом Хэйлун, всего 1500 м, это не самый длинный каскад природных мостов. Тем не менее, они являются единственной в своем роде группы карстовых мостов в мире.

## Размеры
|                       | Высота | Толщина | Ширина | Высота до нижней точки | Длина |
| --------------------- | ------ | ------- | ------ | ---------------------- | ----- |
| Мост Тяньлун (天龙桥) | 235 м  | 150 м   | 147 м  | 96 м                   | 34 м  |
| Мост Цинлун (青龙桥)  | 281 м  | 168 м   | 124 м  | 103 м                  | 31 м  |
| Мост Хэйлун (黑龙桥)  | 223 м  | 107 м   | 193 м  | 116 м                  | 28 м  |